# سلامة المنزل

## الأمن والسلامة
سلامة المنزل مفهوم يشير إلى الوعي والتثقيف بشأن المخاطر والأخطار المحتمل حدوثها داخل المنزل أو حوله، والتي قد تسبب أضرارًا جسدية أو إصابات، أو وفاة من يعيشون داخله لأفراد المنزل أو حول البناء الهيكلي للمنزل المبنى بالكامل، ويشمل ذلك تخفيف المخاطر غير المرغوبة أو والوقاية منها بتطبيق معايير الاختبار والأبحاث والاعتماد للاستخدامات.

## مفهوم الأمن والسلامة
هو علم يهتم بأمن وسلامة وصحة الإنسان، وهو مجموعة إجراءات وقواعد تكون بمثابة وقاية من المخاطر وتعمل على توفير بيئة آمنة خالية من أسباب وقوع الحوادث، ويتحقق ذلك في حال تطبيق هذه الإجراءات. وإنّ الوعي التام بمفهوم السلامة من اتباع الإرشادات والتعليمات الخاصة يحقق الهدف المرجو منها، والمحافظة على سلامة المجتمع عامة والمنزل خاصة.

## أهمية السلامة العامة
- الإلمام بقواعد السلامة يحافظ على سلامة الأشخاص ويساعد على حمايتهم.
- المحافظة على الممتلكات والأرواح من المخاطر الطبيعية أو البشرية.
- تخفيض نسب الحوادث المتوقعة وغير المتوقعة.
- تقلل الإصابات أثناء العمل.

## من الأمور الواجب مراعاتها لسلامة المنزل:
- عند اختيار موقع المنزل يجب أن يكون بعيداً عن مصادر التلوث، مثل: المصانع، وبعيداً عن محطات البنزين وأعمدة الضغط العالي.
- مراعاة توفير التهوية والإضاءة عند بناء المنزل، والسماح لأشعة الشمس بالوصول إليه.
- على الرغم من أهمية الكهرباء في الحياة وعدم القدرة عن الاستغناء عنها، إلا أنّها تشكل خطورة على سلامة الأرواح والممتلكات وقد تكون سبباً في وقوع الحرائق والانفجارات أو الوفاة الكثير من الناس، ولذلك يجب اتباع قواعد السلامة اللازمة في المنزل.......

## قواعد الأمن والسلامة اللازمة في المنزل
- حفظ المواد الكيميائية مثل مواد التنظيف، بعيدًا عن متناول الأطفال وفي مكان جاف بعيدا عن أشعة الشمس، وعن الاطعمة.
- التأكد من عدم تسرب الغاز وعمل فحص عام وصيانة دورية لمصادر الغاز في المنزل.
- عدم استخدام المواد القابلة للاشتعال بالقرب من أفران الغاز.
- فصل الكهرباء عن الأجهزة بعد استخدامها، مثل: المكواة، الغسالة، المدفأة الكهربائية وغيرها.
- صيانة الأجهزة الكهربائية والأباريز والأسلاك.
- توفير الأدوات والمواد الخاصة لمقاومة الحريق في حال حدوثه.
- التأكد من سلامة أواني الطبخ وتثبيت المقابض حتى لا تسقط وتسبب الحروق.
- تثبيت الأثاث وخاصة الخزائن الخفيفة، والتي يمكن سقوطها في حال التمسك بها وشدها إلى الأمام.
- تجفيف الأرضيات حتى لا تسبب بحالات الإنزلاق، والتي يمكن أن تحدث كسوراً وخاصة لكبار السن.
- عدم إغلاق الأبواب على الأطفال والخروج من المنزل بدون وجود مفتاح إضافي لتمكنهم من الخروج في حال حدوث حريق.
- توفير إسعافات أولية تشمل مواد ومعدات طبية  لمعالجة الجروح والإصابات المفاجأة.
- النظافة الشخصية ونظافة المنزل من أهم طرق الوقاية من الأمراض.

## المخاطر العامة

### غاز الرادون
بحسب وكالة حماية البيئة الأمريكية، يعد غاز الرادون المسبب الأول لسرطان الرئة بين غير المدخنين أو المسبب رقم اثنين بين المدخنين. ويعتقد أن غاز الرادون هو المسؤول عما يقرب من 21 ألف حالة وفاة بسرطان الرئة كل عام، ويحدث ما يقرب من 2900 حالة بين أناس لم يكونوا يومًا من المدخنين.
الرادون غاز مشع لا يمكن رؤيته أو شمه أو تذوقه ويمكن أن يوجد في أي منزل أو مبنى في جميع أنحاء الولايات المتحدة. ويمكن العثور على مستويات عالية من غاز الرادون في كل ولاية، رغم أن مشكلة مستويات الغاز تختلف من منطقة إلى أخرى. ويأتي الرادون من الانشطار الطبيعي لليورانيوم الموجود بجميع أنواع التربة تقريبًا، ويدخل هذا الغاز المنزل أو المبنى من خلال الهواء أو مصدر الماء. وما من سبيل لاكتشاف وجود غاز الرادون في المنزل أو المبنى إلا بالاختبار.

### أول أكسيد الكربون
غاز أول أكسيد الكربون (CO) غاز عديم اللون والرائحة وهذا هو السر وراء تسميته غالبًا "القاتل الصامت"، وبحسب وكالة حماية البيئة، يمكن أن يقتلك غاز أول أكسيد الكربون قبل حتى أن تعلم بوجوده في منزلك. وينتج هذا الغاز السام كلما يتم حرق أي وقود مثل الغاز أو النفط أو الكيروسين أو الخشب أو الفحم النباتي. وتحدث المشكلة عندما لا تعمل الأجهزة المنزلية التي تحرق الوقود جيدًا. وبهذا يدخل الغاز المنزل أو المبنى من خلال الجهاز المتعطل مثل المدخنة عندما يحدث فيها تسريب والموقد الذي يعمل بحرق الخشب والفرن والسخان الموجود في مكان لا توجد فيه تهوية وسخان الماء بالغاز وموقد الغاز. وتشمل الأعراض العامة لـ التسمم بغاز أول أكسيد الكربون الصداع والدوار والتشويش والإغماء والقيء وألم الصدر وعندما تكون جرعات الغاز كبيرة تحدث الوفاة. ويعد وضع مكشاف غاز أول أكسيد الكربون في جميع الأماكن داخل المنزل من إجراءات الوقاية من التسمم بغاز أول أكسيد الكربون.

### العفن السام
العفن عبارة عن كائنات مجهرية تنمو في البيئات الرطبة. ويمكن العثور عليه على الأرضيات والمنسوجات وفي دورات المياه والمطابخ ويوجد تقريبًا في كل مكان رطب ودافئ. العفن لا يشكل دومًا مشكلة داخل المنزل، ما لم يستقر بوغ العفن على بقعة مبللة أو رطبة وبدأ في التكاثر. فيمتلك العفن القدرة على التسبب في المشكلات الصحية حيث قد ينتج مسببات الحساسية (مواد يمكنها إحداث تفاعلات أرجية) والمهيجات ويحتمل أن تنتج في بعض الحالات مواد سامة (ذيفان فطري). من الشائع أن تحدث تفاعلات أرجية تجاه العفن. وتضم التفاعلات الأرجية أعراضًا من نوع حمى القش، مثل العطس وسيلان الأنف واحمرار العين والطفح الجلدي (التهاب الجلد). ويمكن أن ينتج الذيفان الفطري هواءً سامًا قد يضر الأعصاب والجهاز التنفسي. وتضم أعراض العفن السام الصداع والطفح الجلدي وفقدان الذاكرة والتقلبات المزاجية. أما بالنسبة للأشخاص المصابين بالربو، فيمكن أن يسبب العفن أيضًا نوبة ربو. وتضم الأعراض الخفيفة الأخرى الناتجة عن التعرض للعفن، التهاب العينين والجلد والتهاب الأنف والحنجرة والرئتين مما قد يؤثر على الأشخاص الذين يعانون من حساسية تجاه العفن أو من لا يعانون من تلك الحساسية.

### الحرائق
يوجد في الولايات المتحدة أعلى معدلات وفاة الأفراد نتيجة الحرائق بين العالم الغربي، مع تزايد عدد الحرائق المنزلية بنسبة 8 في المائة منذ عام 2000. فالسبب الأساسي للحرائق المنزلية هو الطهي وبالتبعية فهو المصدر الرئيسي للإصابات المنزلية الناتجة عن الحرائق. فحرائق الطهي هي السبب الرئيسي وراء الحرائق المنزلية والإصابات الناتجة عنها، بينما تحتل الحرائق الناتجة عن التدفئة المرتبة الثانية في التسبب في الحرائق المنزلية. فحسب التقديرات يندلع 1800 حريق مميت في المباني السكنية سنويًا في الولايات المتحدة, والسبب الرئيسي وراءها هو التدخين. وعادة ما يذكر عدم الجاهزية كسبب وراء معدلات الوفاة المرتفعة - ذكرت 26 في المائة فقط من الأسر أنها تضع فعلاً خطة لإخلاء المنزل عند حدوث حريق وتتدرب عليها.

## عناصر أساسية لسلامة المنزل
أن يكون المنزل أو غيره من المنشآت السكنية، مثل الشقة والعقار المشترك ومنازل المدينة وغيرها، قد تم بناؤه وفقًا لقوانين البناء الحالية.
أن تتم صيانة وإصلاح وتنفيذ إجراءات السلامة الضرورية في المنشآت السكنية وفقًا لقوانين ولوائح البناء والفحص.

### إجراءات سلامة المنزل
اختبار غاز الرادون وتخفيف نسبته – إن نوعي أجهزة اختبار غاز الرادون هما الإيجابي والسلبي. فيمكن أن يقوم الشخص بتركيب جهاز اختبار في منزله أو يستعين بشخص متخصص لتنفيذ الاختبار. فإذا كانت نتيجة الاختبار ارتفاع تركيز غاز الرادون، فهناك طريقتان لخفض مستويات غاز الرادون وجعله عند مستويات مقبولة. فهناك طرق مجربة لخفض مستوى الرادون في المنزل أو المبنى. ويتم في إحداها استخدام نظام أنابيب التهوية والمروحة التي تشفط الرادون من أسفل المنزل وتفرغه في الخارج. ويعرف هذا النظام باسم نظام خفض الرادون بترشيح التربة، ويتم فيه إجراء تغييرات بسيطة في منزلك.
مكشاف أول أكسيد الكربون – يتم وضع أجهزة مكشاف أول أكسيد الكربون في الأماكن الأساسية في المنزل كإجراء وقائي ضد التسمم بغاز أول أكسيد الكربون. ويوصى أن يتم وضع مكشاف واحد على الأقل في كل طابق في المنازل المتعددة الطوابق. ولزيادة الحماية، يمكن وضع مكشاف في كل غرفة وفي كل غرفة غسيل أو غرفة فرن.
 العفن السام - تضم الخطوات الوقائية تجفيف تلفيات الماء والتحكم في الرطوبة في المنزل. وقد تحدث تفاعلات أرجية لدى الأشخاص الحساسين بسبب استنشاق أو لمس العفن أو بوغ العفن.
الحروق/الحرائق:
خطط سلامة الأسرة – تعد خطط سلامة الأسرة من الأدوات الأساسية في السلامة من الحرائق ذلك أن تلك الخطط تساعد الأسرة في وضع خطة للهرب من الحرائق. وتضم عناصر خطة سلامة الأسرة من الحرائق وضع علامة على مخرجين من كل غرفة وتحديد مكان آمن لأفراد الأسرة للاجتماع فيه خارج المنزل المحترق وتحديد أرقام هواتف الطوارئ الأساسية. ومن الأهمية بمكان أن يتم التدريب على خطط الهروب من الحرائق.
الرشاشات – تمثل رشاشات الحريق أحد مستويات الحماية حيث يستطيع الرشاش رصد الحرائق والتعامل معها بينما لا تزال صغيرة. وفي أنظمة رشاشات الحرائق  يستجيب فقط الرشاش الأقرب إلى مصدر الحرارة. فالدخان وحده لن يجعل رشاش الحرائق يبدأ في تفريغ الماء.
مطفأة الحريق – هناك خمسة أنواع مختلفة من الحرائق، الحريق (أ) و(ب) و(ج) و(د) و(هـ). يشمل النوع (أ) حرق الأوراق أو الخشب أو الملابس أو غيرها من المواد الصلبة القابلة للاشتعال. ويشتمل النوع (ب) على السوائل والغازات مثل البروبان. وتشتمل حرائق النوع (ج) على الحرائق الكهربائية. بينما تشتمل حرائق النوع (د) (الأقل شيوعًا) على حرائق المعادن، وتشتمل حرائق النوع (هـ) (الأكثر شيوعًا) على حرائق المواد المستخدمة في المطبخ مثل الدهون والزيوت.
مطفأة الحريق تستخدم مجموعة مختلفة من المواد في إطفاء الحرائق؛ مثل المسحوق الجاف والمواد الكيميائية الجافة والماء والهالوجين والكربون والرغوة. ونظرًا لاختلاف كيفية احتراق المواد المختلفة، فتتم تسمية مطفأة الحريق (واستخدام رموز لونية غالبًا) حسب نوع أو طبقة الحرائق التي يمكن أن تخمدها المطفأة. ولذا فمن الأهمية بمكان أن تختار نوع مطفأة الحريق المناسب للاستخدام المنزلي.
أنظمة إنذار الحريق– تراقب أنظمة إنذار الحريق التغيرات البيئية المرتبطة بالاحتراق. وبمجرد أن ينطلق الإنذار نتيجة وجود حريق أو دخان، يصدر صوتًا عاليًا للتحذير من الخطر ويتم إرسال رسالة إلى مركز المراقبة المركزي الذي يخطر بدوره إدارة الحرائق المحلية.
أنظمة إنذار الدخان – أنظمة إنذار الدخان المعروفة أيضًا باسم كاشف الدخان تصدر عمومًا إنذارًا مسموعًا و/أو مرئيًا. ويوضع إنذار الدخان دائمًا في صندوق بلاستيكي على شكل قرص قطره 6 بوصات تقريبًا وسمكه بوصة ويعمل غالبًا ببطارية معدة للاستخدام مرة واحدة.
كاشف الحرارة – كاشف الحرارة عبارة عن جهاز يستجيب للتغيرات في درجة الحرارة المحيطة به. ولا تحل أجهزة كاشف الحرارة محل أجهزة كاشف الدخان. بل توضع غالبًا في الحجرات حيث لا يكون مناسبًا وضع أجهزة كاشف الدخان القياسية، مثل غرفة الغسيل ومرفأ السيارات والسندرة.
السموم - ينبغي أن تحتفظ دائمًا برقم مركز مكافحة السميات في متناول يديك وأن تدرب نفسك على ما ينبغي فعله في حالة حدوث تسمم. وتعرف على النباتات السامة وتخلص منها في منزلك. احتفظ بجميع الأدوية، بما فيها الأدوية المتاحة بدون وصفة طبية، في مكان آمن وبعيدًا عن متناول الأطفال. ولا تجعل الشخص يتقيأ ما لم يخبرك بذلك مركز مكافحة السميات أو متخصص في الرعاية الصحية.

## منظمات المعايير
يوجد عدد من المنظمات في الولايات المتحدة وفي غيرها من الدول تحدد أو تراقب معايير مسألة سلامة المنزل، ومن أمثلة تلك المنظمات:
- مجلس سلامة المنازل
- وكالة حماية البيئة الأمريكية
- المجلس الوطني للسلامة من الحرائق
- مجلس السلامة الوطني

## وصلات خارجية
- Environmental Protection Agency
- Home Safety Council
- Home Security Source
- National Fire Safety Council
- National Safety Council
- Arc Fault Circuit Interrupter (AFCI) Awareness